# Pitklaid
Pitklaid ist eine unbewohnte Insel, 530 Meter von der größten estnischen Insel Saaremaa entfernt. Die Insel liegt in der Landgemeinde Saaremaa im Kreis Saare. Sie liegt in der Bucht Kiudu lõpp im Kahtla-Kübassaare hoiuala.
Pitklaid ist 380 Meter lang und 180 Meter breit.